# Kozubatyca
Kozubatyca (ukr.  Кузубатиця, Kuzubatycia) – wieś na Ukrainie w rejonie lwowskim (wcześniej w rejonie przemyślańskim) obwodu lwowskiego.